# 生年別推理作家一覧 1950年代
生年別推理作家一覧 1950年代は、1950年代生まれの推理作家の生年別一覧である。
日本で活動する推理作家および、日本語訳のある日本以外の推理作家名を掲載する。また、推理小説にゆかりの深い翻訳家、評論家、編集者名も併せて掲載する。

## 1950年生
日本
- 新井政彦
- 井上夢人
- 海野碧
- 佐々木譲
- 新庄節美
- 司城志朗
- 樋口有介
- 藤田宜永
- 矢作俊彦
- 山田正紀

アメリカ
- ジェフリー・ディーヴァー

イタリア
- ジョルジョ・ファレッティ

オーストリア
- バルバラ・ビューヒナー

スウェーデン
- ホーカン・ネッセル

## 1951年生
日本
- 折原一
- 風見潤
- 桐野夏生
- 笹本稜平
- 藤岡真
- 前川裕
- 本岡類

イタリア
- ジュリオ・レオーニ

オーストラリア
- ピーター・ドイル

スペイン
- アルトゥーロ・ペレス＝レベルテ

ドイツ
- アンネ・シャプレ
- ペトラ・ハメスファール

## 1952年生
日本
- 姉小路祐
- 井上ねこ
- 小池真理子
- 田中芳樹
- 戸松淳矩
- 堀燐太郎
- 柳川一
- 吉村達也

アメリカ
- フェイ・ケラーマン
- ロバート・R・マキャモン

## 1953年生
日本
- 石川真介
- 岡江多紀
- 栗本薫
- 篠田真由美
- 須田狗一
- 高村薫
- 森雅裕
- 矢口敦子
- 山崎純

オーストラリア
- シェイン・マローニー

中国 / アメリカ
- ジョー・シャーロン

## 1954年生
日本
- 堊城白人
- 雨宮町子
- 井沢元彦
- 竹本健治
- 丸山天寿
- 矢島誠
- 山口雅也

イギリス
- カズオ・イシグロ
- アン・クリーヴス

イタリア
- エンリコ・ソリト

韓国
- イ・スグァン

スウェーデン
- スティーグ・ラーソン

台湾
- 紀蔚然

ノルウェー
- カリン・フォッスム

## 1955年生
日本
- 今邑彩
- 今野敏
- 式田ティエン
- 篠田節子
- 白峰良介
- 積木鏡介
- 中嶋博行
- 日向旦
- 山之内正文

アメリカ
- ジョン・グリシャム

キューバ
- レオナルド・パドゥーラ・フエンテス

フランス
- ポール・アルテ

## 1956年生
日本
- 赤松利市
- 東直己
- 安東能明
- 大沢在昌
- 荻原浩
- 奥泉光
- 首藤瓜於
- 平野俊彦
- 村瀬継弥

アメリカ
- パトリシア・コーンウェル
- マイクル・コナリー

インド
- カルパナ・スワミナタン

ドイツ
- ラルフ・イーザウ

ロシア
- ボリス・アクーニン

## 1957年生
日本
- 愛川晶
- 石川渓月
- 宇佐美まこと
- 緒川怜
- 斎藤純
- 高野裕美子
- 高原伸安
- 巽昌章
- 新津きよみ
- 楡周平
- 森博嗣
- 門前典之
- 柳原慧
- 横山秀夫

アメリカ
- リヴィア・J・ウォッシュバーン

イタリア
- ルカ・ディ・フルヴィオ

スウェーデン
- ベリエ・ヘルストレム

デンマーク
- ペーター・ホゥ

ドイツ
- フランク・シェッツィング
- ザビーネ・ティースラー
- アストリット・パプロッタ
- ベルンハルト・ヤウマン

ロシア
- アレクサンドラ・マリーニナ

## 1958年生
日本
- 芦辺拓
- 安生正
- 一田和樹
- 海月ルイ
- 大石直紀
- 奥田哲也
- 加瀬政広
- 金澤マリコ
- 黒崎緑
- 後藤均
- 篠田秀幸
- 翔田寛
- 高田崇史
- 司凍季
- 寺嶌曜
- 鳴海章
- 東野圭吾
- 三好昌子

ノルウェー
- アンネ・ホルト

## 1959年生
日本
- 秋月達郎
- 浅暮三文
- 明野照葉
- 阿部考二
- 有栖川有栖
- 井上尚登
- 榎本憲男
- 太田忠司
- 奥田英朗
- 加賀美雅之
- 霞流一
- 貴志祐介
- 柴田よしき
- 丈武琉
- 柄刀一
- 二階堂黎人
- 畠中恵
- 三浦明博
- 三咲光郎
- 望月諒子
- 渡辺容子

ドイツ
- アキフ・ピリンチ

他の年代へ
（19世紀 - 1901 - 1910年代 - 1920年代 - 1930年代 - 1940年代 - 1950年代 - 1960年代 - 1970年代 - 1980年代 - 1990年代）